# Tomas Brindley
Tomas Brindley (* 13. Oktober 2001 in Paisley) ist ein schottischer Fußballspieler, der zuletzt beim FC Kilmarnock beim unter Vertrag stand.

## Karriere
Tomas Brindley spielte in seiner Jugend beim FC Kilmarnock. Zusammen mit dem Jugendspieler Kyle Connell verlängerte er seinen Vertrag im Juni 2020 um ein Jahr, nachdem beide in den letzten sechs Monaten häufiger im Kader der ersten Mannschaft mittrainieren durften. Am 22. August 2020 debütierte er im Alter von 18 Jahren für Kilmarnock in der Scottish Premiership gegen die Glasgow Rangers. Bei der 0:2-Niederlage wurde er für Alan Power eingewechselt. 2021 wurde er an den FC Dumbarton verliehen.